# Handball-Oberliga Rheinland-Pfalz/Saar 2003/04
Die Handball-Oberliga Rheinland-Pfalz/Saar 2003/04 (OL-RPS) wurde unter dem Dach der Handball-Landesverbände Rheinhessen (HVR), Pfalz (PfHV) und Saar (HVS) organisiert und ist die höchste Spielklasse des Verbundes. Die Oberliga – RPS  ist nach der Bundesliga, der 2. Bundesliga und der Regionalliga eine der vierthöchsten Spielklassen im deutschen Handball.

## Saisonverlauf
Die Handball-Oberliga Rheinland-Pfalz/Saar 2003/04 war die zweite Ausspielung dieser Handballliga.

## Modus
Vierzehn Mannschaften spielten eine Hin- und Rückrunde. Nach Abschluss der daraus resultierenden Spieltage ist der Meister in die Regionalliga Süd aufgestiegen. Die vier letzten Mannschaften mussten in die Verbandsligen absteigen.

## Teilnehmer
Nicht mehr dabei waren die Auf- und Absteiger der Vorsaison. Neu hinzugekommen sind die Absteiger (A) aus der Regionalliga Süd und die Aufsteiger (N) aus den Verbandsligen.

## Abschlussplatzierungen
  1. TBS Saarbrücken (A)
- 2. VTV Mundenheim (A)
- 3. MSG HF Untere Saar
- 4. SG Saulheim
- 5. TV Hochdorf (N)
- 6. HSG Völklingen (A)
- 7. HSG Rhein-Nahe Bingen
- 8. MSG HF Illtal
- 9. TSG Friesenheim II
- 10 TuS 04 Dansenberg

 11 SG Hassel 1908 (N)

 12 TV 03 Wörth

 13 HSG Eckbachtal

 14 DJK SF Budenheim II (N)

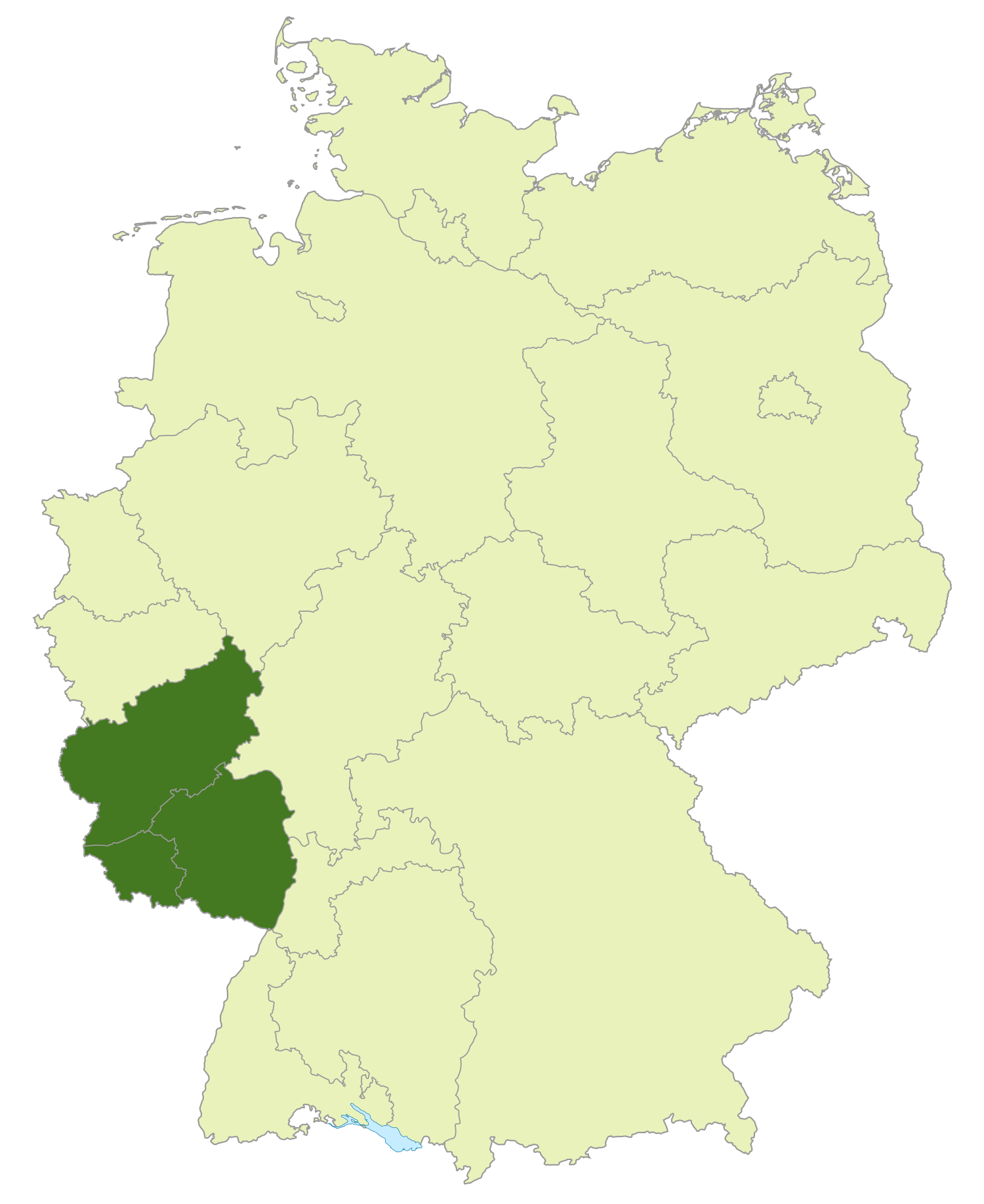
Bereich der Handball-Oberliga
Rheinland-Pfalz / Saarland

(A) = Absteiger aus der Regionalliga Süd (N) = neu in der Liga (R) = Rückzug
 Meister und Aufsteiger zur Regionalliga Süd 2004/05
- Für die Oberliga 2004/05 qualifiziert

 Absteiger